# Baden Powell (músico)
Baden Powell de Aquino (Varre-e-Sai, 6 de agosto de 1937 - Río de Janeiro, 26 de septiembre de 2000) ampliamente conocido como Baden Powell, fue un guitarrista brasileño. Interpretó muchos estilos de música brasileña, tales como bossa nova, samba, jazz brasilero, pop brasilero, jazz latino y música popular brasileña (MPB).
Es padre del pianista Philippe Baden Powell de Aquino y del guitarrista Luis Marcel Powell de Aquino.

## Biografía
Hijo de Adelina y del guitarrista Lino de Aquino, Baden Powell de Aquino nació en Varre-e-Sai, en el Estado de Río de Janeiro, Brasil. Su padre le dio ese nombre por ser admirador del creador del escultismo, Robert Baden-Powell. Cuando tenía tres años, su familia se trasladó a un suburbio en la ciudad de Río de Janeiro. El nuevo entorno le resultó profundamente influyente. Su casa fue una parada popular para los músicos durante su infancia. Pronto comenzó con lecciones de guitarra con Jayme Florencia, un famoso guitarrista de Choro en la década de 1940. Demostró ser un joven virtuoso, después de haber ganado muchos concursos de talentos antes de su adolescencia. A los quince años, ya tocaba profesionalmente, acompañando a cantantes y bandas en diversos estilos. Durante su juventud estaba fascinado por el swing y el jazz, pero sus principales influencias estaban firmemente arraigadas en el canon de guitarra brasilera.
En 1955, Powell ejecutaba en la Orquesta Steve Bernard en la Boite Plaza, antes de convertirse en el guitarrista del grupo Hotel Plaza Trío. Powell recomendó a Luiz Marinho para tocar el bajo, así como al "cuarto miembro" del "trío": Claudette Soares en la voz. Powell, Lincoln y sus jóvenes amigos músicos realizaban después de las horas de trabajo jam sessions (improvisaciones), ganando creciente popularidad en la escena del jazz brasilero.
Powell logró amplia fama en 1959 al convencer a Billy Blanco, un consolidado cantante y compositor, para poner letra a una de las composiciones de Powell. El resultado se llamó "Samba Triste" y rápidamente se convirtió en un gran éxito. Esta ha tenido gran cantidad de versiones realizadas por numerosos artistas, entre ellos Stan Getz y Charlie Byrd.
En 1962, Powell se unió con el poeta-diplomático Vinícius de Moraes y comenzó una colaboración que tuvo verdaderos clásicos de la música brasilera de los '60. Aunque la bossa nova fue el sonido predominante de la época, la asociación Baden-Vinicius trascendió la moda de entonces con sonidos sincronizados de formas afro-brasileras, tales como Candomblé, Umbanda y Capoeira con las formas de samba de Río de Janeiro. El resultado fue un LP en 1966 bajo el nombre de "Os Afro-sambas de Baden e Vinicius". Durante esos años, estudió armonía avanzada con Moacir Santos, y realizó grabaciones independientes en Brasil con los sellos Elenco y Forma, así como con el sello francés Barclay y el sello alemán MPS/Saba (en particular Tristeza en Guitarra (1966), considerado por muchos ser un punto alto en su carrera). Además, era el guitarrista de casa Elenco y el show de Elis Regina en televisión "O Fino da Bossa".
En 1968, se unió al poeta Paulo Cesar Pinheiro y produjo otra serie musical de inspiración Afro-brasilero lanzada en 1970 como "Os Cantores da Lapinha".
Visitó y recorrió Europa con frecuencia en la década del '60, radicándose en Francia en 1968. En la década del '70, lanzó muchas grabaciones con diferentes sellos en Europa y Brasil. Su fama fue atenuando en cierta medida debido a problemas de salud y las evolución de los gustos musicales. Pasó la década de 1980 en semi-retiro en Francia y Alemania. Por último, en la década del '90 él y su familia regresaron a Brasil, donde continuó creando y grabando. El reconocimiento público de su trabajo llegó en torno de ese momento en el Brasil. A fines de la década del '90 se convirtió a la fe evangélica. También superó su larga adicción al alcohol y el tabaco. Sin embargo, su salud estaba muy deteriorada después de muchos años de abusos, cayendo enfermo en el 2000.
Baden Powell murió de neumonía, provocada por la diabetes, el 26 de septiembre de 2000, en Río de Janeiro.

## Discografía
| Monteiro de Souza e Sua Orquestra Apresentando Baden Powell e Seu Violão   | 1961 | Philips Records                 |  |
| Um Violão Na Madrugada                                                     | 1961 | Philips Records                 |  |
| A Vontade                                                                  | 1963 | Elenco                          |  |
| Baden Powell Swings with Jimmy Pratt                                       | 1963 | Elenco                          |  |
| Le Monde Musical de Baden Powell, Vol. 1                                   | 1964 | Barclay Records                 |  |
| Billy Nencioli + Baden Powell                                              | 1965 | Barclay/Polygram                |  |
| Tristeza on Guitar                                                         | 1966 | MPS/Saba                        |  |
| Ao Vivo No Teatro Santa Rosa [live]                                        | 1966 | Elenco                          |  |
| Os Afro Sambas de Baden e Vinicius                                         | 1966 | Forma                           |  |
| Tempo Feliz                                                                | 1966 | Forma/Polygram                  |  |
| Poema on Guitar                                                            | 1968 | MPS/Saba                        |  |
| Fresh Winds                                                                | 1969 | United Artists                  |  |
| 27 Horas de Estudio                                                        | 1969 | Elenco                          |  |
| Le Monde Musical de Baden Powell, Vol. 2                                   | 1969 | Barclay                         |  |
| Canto on Guitar                                                            | 1970 | MPS/Saba                        |  |
| Os Cantores Da Lapinha [As Músicas De Baden Powell E Paulo Cesar Pinheiro] | 1970 | Elenco                          |  |
| Solitude on Guitar                                                         | 1971 | Columbia                        |  |
| Baden Powell Quartet, Vols. 1-3 [3-LP boxed set]                           | 1970 | Barclay Records                 |  |
| Baden Powell - Live In Japan '70                                           | 1971 | Barclay Records                 |  |
| E de Lei                                                                   | 1972 | Philips Records                 |  |
| Images on Guitar [live]                                                    | 1973 | MPS/Canyon Records/BASF Systems |  |
| Estudos                                                                    | 1974 | MPS/Saba                        |  |
| Apaixonado                                                                 | 1975 | MPS/Saba                        |  |
| The Frankfurt Opera Concert 1975 [live]                                    | 1975 | Tropical Music                  |  |
| Nosso Baden                                                                | 1980 | WEA                             |  |
| Melancolie                                                                 | 1985 | Accord                          |  |
| Seresta Brasileira                                                         | 1988 | Milestone                       |  |
| Bossa Nova Guitarra Jubileu                                                | 1993 | Saludos Amigos                  |  |
| Three Originals                                                            | 1993 | MPS/Polygram                    |  |
| Guitar Music                                                               | 1995 | Etcetera/Qualiton               |  |
| Live in Rio                                                                | 1996 | Iris                            |  |
| Os Afro Sambas                                                             | 1996 | Iris                            |  |
| Felicidade                                                                 | 1996 | Adda                            |  |
| Rio Das Valsas [1996]                                                      | 1996 | Iris                            |  |
| Mestres Da MPB                                                             | 1996 | WEA Latina                      |  |
| Baden Powell a Paris                                                       | 1996 | Rge                             |  |
| Baden Powell                                                               | 1997 | Musidisc                        |  |
| A Vontade                                                                  | 1997 | Polygram Brazil                 |  |
| Guitar Artistry of Baden Powell                                            | 1998 | Dom                             |  |
| Baden Powell de Aquino                                                     | 2001 | Iris                            |  |
| Lembrancas                                                                 | 2001 | Trama                           |  |
| De Río a Paris                                                             | 2003 | Body & Soul                     |  |
| Fremeaux and Associates Recordings 1994-1996                               | 2003 | Fremeaux & Associes             |  |
| O Universo Musical de Baden Powell                                         | 2003 | Sunnyside                       |  |
| Rio das Valsas [2003]                                                      | 2003 | Iris                            |  |
| Live in Montreux                                                           | 2004 | Fremeaux & Associes             |  |
| Le Monde Musical de Baden Powell                                           | 2005 | Universal                       |  |
| At the Rio Jazz Club [live]                                                | 2005 | Iris                            |  |
| Baden Live a Bruxelles                                                     | 2005 | Sunnyside                       |  |
| Música                                                                     | 2005 | WEA International               |  |